# Belleroche (Loire)
Belleroche é uma comuna francesa na região administrativa de Auvérnia-Ródano-Alpes, no departamento de Loire. Estende-se por uma área de 13,93 km². Em 2010 a comuna tinha 321 habitantes (densidade: 23 hab./km²).